# Векки, Никола
Никола Векки (итал. Nicola Vecchi; 28 августа 1883, Поджо-Руско, Ломбардия — не ранее 1933) — итальянский профсоюзный деятель первой трети XX века.

## Биография
Никола Векки родился 28 августа 1883 года в Поджо-Руско. Окончив техническое обучение в Модене, но так и не получив диплома, он в очень юном возрасте посвятил себя политической и профсоюзной деятельности. Сначала он вступил в Итальянскую социалистическую партию, но вскоре вышел из неё, следуя за многими революционными профсоюзными деятелями. В 1909 году он был одним из ведущих профсоюзных лидеров Модены и способствовал основанию еженедельника «Bandiera rossa», а затем «La Bandiera rossa». 
В 1911 году он активно участвовал в протестах против войны в Ливии, а в 1912 году, приговорённый к шести месяцам тюремного заключения, переехал в США. В 1913 году он вернулся на родину. Во время Красной недели 1914 года он выступил против приказа профцентра Всеобщая конфедерация труда о приостановке всеобщей забастовки. С началом Первой мировой войны занял чёткую позицию против вступления в неё. 
Был секретарём Веронской палаты труда, примыкавшей в первое время после окончания Первой мировой войны к Итальянскому синдикальному союзу (USI). После ареста Армандо Борги в октябре 1920 года, за которым последовало заключение в тюрьму значительной части остального руководства USI (включая заместителя секретаря Анджело Фаджи), руководство секретариатом профсоюза и редакцией журнала «Guerra di classe» были временно поручены самому Векки. 
Когда в его организации образовалась левая, так называемая «революционная синдикалистская» фракция, стоявшая на платформе Красного Интернационала профсоюзов, Векки, вместе с некоторыми другими синдикалистами, примкнул к ней, причём он стал редактором органа Веронской палаты труда и этой фракции, который носил название «Красного Интернационала» («L'Internazionale Rossa»). Векки в сопровождении Дуилио Мари отправился в Москву для участия в 1-м съезде Профинтерна и вступил в союз с представителями Итальянской коммунистической партии, обязывавший профсоюз тесно сотрудничать с ИКП и вступать в ВКТ для ориентации последней на революционные позиции. По возвращении в Италию это соглашение вызвало бурную полемику и было дезавуировано анархистским большинством USI. 
В последовавшей внутренней борьбе Векки стал главным представителем своей фракции, но на Римском конгрессе в марте 1922 года течение Векки осталось в меньшинстве, и впоследствии вся Веронская палата труда была исключена из USI, а уже 5 августа 1922 года, после провала легальной забастовки, она была насильственно захвачена фашистами, что сделало невозможным дальнейшее функционирование ячейки, и Векки переехал в Милан , где сотрудничал с коммунистическим журналом «Il Sindacato rosso».
В 1922 года Векки вместе с Пульвио Цокки представлял своё течение на 2-м съезде Профинтерна. Почти немедленно после этого съезда Векки прекратил всякую активную работу в области профдвижения. В апреле 1926 года в итальянских газетах было опубликовано письмо Векки на имя заместителя секретаря фашистской партии, в котором он просил поддержки последнего для вступления в фашистскую партию. В своём заявлении, ссылаясь на участие в разгроме конфедеральной биржи труда в Вероне, Векки устанавливал свою солидарность с фашистскими методами действия. Однако, фашисты его не приняли, и Векки сошёл с общественной арены.
В 1931 году он тайно эмигрировал во Францию. После 1933 года о нем нет никаких сведений.